# وينديل كاشينج نيفيل
وينديل كاشينج نيفيل (بالإنجليزية: Wendell Cushing Neville)‏ هو ضابط أمريكي، ولد في 12 مايو 1870 في بورتسموث في الولايات المتحدة، وتوفي في 8 يوليو 1930 في ماريلند في الولايات المتحدة.